# Томаля, Давид
Давид Томаля (пол. Dawid Tomala; род. 27 августа 1989, Тыхы) — польский спортсмен по спортивной ходьбе, чемпион ХХХII Олимпийских игр 2020 в Токио в ходьбе на 50 км.

## Биография
Родился 27 августа 1989 года в городе Тыхы, Польша.
Учился в Академии физической культуры в Катовице.
Призер чемпионатов Польши в различных возрастных категориях, в том числе золотой призер на дистанциях: 50 км (2021 г.), 10 000 м (2018 г.) и (2019 г.) и чемпионата Польши в помещении в ходьбе на 5000 метров (2012 г.) , 2015, 2016, 2017, 2018, 2019 и 2020).

### Спортивная карьера
Начал заниматься спортом в 2003 году в клубе UKS «Maraton Korzeniowski» в Беруни. Его личным тренером является его отец, Гржегорж Томаля.
В 2008 году Давид Томаля участвовал на чемпионате мира среди юниоров, который проходил в польской Быдгоще. Он стал восьмым, пройдя 10000 метров за 42 минуты и 33,6 секунды.
В 2009 году Давид принял участие на Европейском кубке по спортивной ходьбе. В индивидуальном зачёте он стал шестнадцатым с результатом 1 час 30 минут и 56 секунд на двадцатикилометровой дистанции, но в командном зачёте этого хватило для того, чтобы завоевать бронзовую медаль. В том же году Давид занял седьмое место, пройдя 20 км за 1 час 25 минут и 26 секунд.
В 2010 году Томаля принял участие на Кубке мира по ходьбе в мексиканском Чихауахуа, став лишь 36-м, а также стал девятнадцатым на чемпионате Европы по лёгкой атлетике в Барселоне.
В 2011 году он занял 2-е место на чемпионате Европы среди юношей до 23 лет . В 2015 году после дисквалификации за допинг первого россиянина Богатырева на финише Томала получил золотую медаль этого соревнования.
Участвовал на Олимпийских играх 2012 года в Лондоне, заняв 19-е место в ходьбе на 20 километров. Он преодолел дистанцию за 1 час 21 минуту и 55 секунд.
Участвовал на чемпионате мира 2013 года в Москве, но не финишировал.
В 2019 году стал 32-м на дистанции 20 километров на чемпионате мира в Дохе (1 час 38 минут 15 секунд). Спустя два года он прекратил выступать на дистанции 20 км и перешёл на более стайерскую, 50 км.
На Олимпиаде-2020 в Токио в спортивной ходьбе на 50 км, стал олимпийским чемпионом. Соревнования по спортивной ходьбе из-за высокой температуры в Токио были вынесены в японский город Саппоро. Дистанцию польский спортсмен преодолел за 3 часа 50 минут и 8 секунд.

### Личные рекорды
Открытый
- Ходьба 3000 м — 10: 56.98 (Шаморин 2018)
- Ходьба 5000 м — 19: 16.93 (Гданьск 2013)
- Ходьба 10000 м — 40: 17,62 (Люблин 2018)
- Ходьба 10 км — 40:11 (Катовице 2013)
- 20 км пешком — 1:20:30 (Оломоуц 2013)

В помещении
- Ходьба 3000 м — 10: 58,89 (Глазго 2018)
- Ходьба 5000 м — 19: 13.16 (Spała 2013)